# Đinh Công Tráng
Đinh Công Tráng (1842 - 1887) là lãnh tụ chính của khởi nghĩa Ba Đình (tên cứ điểm ở huyện Nga Sơn, tỉnh Thanh Hóa) trong phong trào Cần Vương chống Pháp ở cuối thế kỷ XIX tại Việt Nam. Sau khi vua Hàm Nghi dấy lên phong trào khởi nghĩa chống Pháp và truyền hịch toàn quốc thì ông tự xưng là Nga Định Sơn Vương đứng lên khởi nghĩa theo Phong Trào Cần Vương của vua Hàm Nghi nhưng sau vua bị đầy thì ông về ở ẩn (Có tư liệu cho rằng ông bị Pháp xử bắn.

## Thân thế & sự nghiệp
Đinh Công Tráng sinh năm Nhâm Dần (1842) tại làng Trinh Xá, huyện Thanh Liêm (nay là xã Thanh Tân, huyện Thanh Liêm, tỉnh Hà Nam).
Khi quân Pháp tiến hành công cuộc xâm chiếm Bắc Kỳ, đang là một chánh tổng, ông đến gia nhập đội quân của Hoàng Kế Viêm, rồi tham gia trận Cầu Giấy ngày 19 tháng 5 năm 1883.

## Khởi nghĩa Ba Đình
Bài chính: Khởi nghĩa Ba Đình
Tháng 7 năm 1885, sau khi kinh thành Huế thất thủ, tướng Tôn Thất Thuyết đưa vua Hàm Nghi lên chiến khu Tân Sở (Quảng Trị) ban dụ Cần Vương kêu gọi toàn dân kháng chiến. Hưởng ứng, tháng 2 năm 1886, Đinh Công Tráng cùng với các đồng đội của mình đã chọn vùng đất thuộc ba làng là: Mậu Thịnh, Thượng Thọ, Mỹ Khê (vì mỗi làng có một ngôi đình, từ làng này có thể nhìn thấy đình của hai làng kia, nên gọi là căn cứ Ba Đình; nay thuộc xã Ba Đình, huyện Nga Sơn, tỉnh Thanh Hóa) làm căn cứ kháng chiến lâu dài. Từ đây, nghĩa quân có thể tỏa đi các nơi, kiểm soát các tuyến giao thông quan trọng trong vùng, tổ chức phục kích các đoàn xe vận tải của đối phương đi lại trên con đường Bắc-Nam... Chính vì vậy mà quân Pháp rất quyết tâm đánh dẹp.
Theo giúp Đinh Công Tráng có nhiều cộng sự, trong đó có Phạm Bành là người tài giỏi và đắc lực, đã cùng ông chỉ huy lực lượng nghĩa quân đánh bại hai đợt tấn công quy mô lớn của Pháp ngày 18 tháng 12 năm 1886 và ngày 6 tháng 1 năm 1887.

### Trận ngày 18 tháng 12 năm 1886
Quân Pháp gồm 500 lính, có đại bác 80 ly yểm hộ, tấn công căn cứ Ba Đình từ hai hướng. Hướng tây nam do Trung tá Metzanhzơ (Metzinzer), hướng đông bắc do Trung tá Đôt (Dodds) chỉ huy, nhưng đều bị nghĩa quân đánh lui. Sau trận này, thấy không thể thắng nhanh được nên quân Pháp chuyển sang phương án bao vây.

### Trận ngày 6 - 21 tháng 1 năm 1887
Ngày 6 tháng 1 năm 1887, Trung tá Đôt lại cho quân tấn công đợt nữa, nhưng do cũng không thành công nên cho quân rút ra xa, tổ chức bao vây và chờ viện binh.
Không thể để căn cứ Ba Đình tồn tại giữa vùng đồng bằng giáp ranh Thanh Hóa và Ninh Bình, làm cản trở công cuộc thôn tính nước Việt, Bộ Tư lệnh quân viễn chinh Pháp quyết định:
- Nâng số quân Pháp đánh Ba Đình lên 3.530 lính (1.580 lính Âu và 1.950 lính bản xứ). Ngoài ra, còn 5 nghìn dân binh và giáo dân của linh mục Trần Lục đến tiếp tay.
- Tăng số pháo sử dụng lên 36 khẩu, trong đó có 4 khẩu 95 ly, 10 khẩu 81 ly, 4 khẩu 65 ly,...
- Đưa 4 pháo hạm và nhiều thuyền lớn đến yểm trợ và lo việc tiếp vận.
- Cử Đại tá Brixô (Brissaud) làm tổng chỉ huy.

Sau khi cắt đứt xong đường tiếp tế của nghĩa quân, Đại tá Brissaud liền cho quân tiến đánh căn cứ Ba Đình. Lần này, Brissaud vừa cho phun dầu đốt cháy các lũy tre, vừa cho nã pháo tới tấp, biến căn cứ Ba Đình thành một biển lửa.
Trước sức mạnh của đối phương, đêm 20 rạng 21 tháng 1 năm 1887, Đinh Công Tráng cho quân phá vòng vây, rút về căn cứ dự phòng ở Mã Cao.
Sáng ngày 21 tháng 1 năm 1887, quân Pháp chiếm được cứ điểm Ba Đình. Sau khi ra sức tàn phá, họ còn bắt buộc triều đình nhà Nguyễn phải xóa tên ba làng trên bản đồ hành chính.

### Trận đồn Mã Cao
Thủ lĩnh Đinh Công Tráng vừa đến Mã Cao, chưa kịp củng cố lực lượng thì đã bị quân Pháp đuổi theo tấn công. Ngày 2 tháng 2 năm 1887, một trận giao tranh ác liệt đã xảy ra ở đây. Thấy không đủ sức kháng cự, lợi dụng lúc đêm tối, các thủ lĩnh đành phải cho quân rút theo hướng Thung Voi, Thung Khoai, rồi lên miền Tây Thanh Hóa sáp nhập với đội nghĩa quân của Cầm Bá Thước. Một số khác theo Đinh Công Tráng rút về Nghệ An.

## Hy sinh
Về Nghệ An, Đinh Công Tráng định gây lại phong trào, nhưng đến ngày 5 tháng 10 năm 1887 thì ông đã hy sinh trong một trận chiến đấu với đối phương tại làng Trung Yên, huyện Đô Lương, tỉnh Nghệ An.

## Nhận xét
Tướng Pháp Mason nhận định về Đinh Công Tráng như sau:
(Ông) là người có trật tự, trọng kỷ luật, cương trực, hay nghiêm trị những thủ hạ quấy nhiễu dân; có chí nhẫn nại, biết mình, biết người, không bao giờ hành binh cẩu thả, giỏi lập trận thế.
Đề cập đến sự thất bại của ông, nhóm tác giả sách Đại cương lịch sử Việt Nam (Tập 2) cho rằng:
Thất bại của ông bắt nguồn từ nhiều nguyên nhân, mà trực tiếp là do chiến thuật phòng ngự bị động, với việc lập chiến tuyến cố thủ tại một vùng đồng chiêm trũng, địa bàn chật hẹp, dễ dàng bị cô lập khi bị đối phương bao vây hoặc tấn công. Đây được coi là điển hình của lối đánh chuyến tuyến cố định.
Tên tuổi Đinh Công Tráng sau này được đặt cho nhiều trường học và đường phố tại Việt Nam.

## Sách tham khảo
- Nhiều người soạn, Từ điển bách khoa Việt Nam (Tập 1). Hà Nội, 1995.
- Phạm Văn Sơn, Việt sử tân biên (Quyển 5, Tập Trung). Tác giả tự xuất bản, Sài Gòn. 1963.
- Đinh Xuân Lâm-Nguyễn Văn Khánh-Nguyễn Đình Lễ, Đại cương lịch sử Việt Nam (Tập 2). Nhà xuất bản Giáo dục, 2006.
- Nguyễn Q. Thắng - Nguyễn Bá Thế, Từ điển nhân vật lịch sử Việt Nam. Nhà xuất bản Khoa học Xã hội, Hà Nội, 1992.
- Hoàng Văn Lân-Ngô Thị Chính, Lịch sử Việt Nam (1858-cuối XIX), Quyển 3, Tập 1, Phần 2. Nhà xuất bản Giáo dục, 1979.